# داگلاس بروس
داگلاس ادوارد بروس (Douglas Edward Bruce) (متولد ۲۶ اوت ۱۹۴۹)، فعال سیاسی محافظه‌کار، وکیل، مجرم و قانون‌گذار پیشین آمریکایی است که از سال ۲۰۰۸ تا سال ۲۰۰۹ عضو مجلس نمایندگان ایالت کلرادو بود.
وی همچنین به‌خاطر نوشتن منشور حقوق مالیات دهنده (TABOR) ایالت کلرادو، مشهور است. بروس به‌عنوان مدافع سرسخت دولت محدود، منشور حقوق مالیات دهنده (TABOR) را نوشته و معرفی کرد که به‌عنوان یک اقدام برای محدود کردن هزینه در سال ۱۹۹۲ مورد تأیید رای‌دهندگان کلرادو قرار گرفت. نام وی با این اقدام چنان مرتبط است که تلاش برای دور زدن محدودیت‌های این منشور حقوق به «دی بروسینگ» مشهور است.
بروس پس از دو دور کمپین ناموفق برای کرسی مجلس سنای ایالتی کلرادو در سال‌های ۱۹۹۶ و ۲۰۰۰، در سال ۲۰۰۴ در کمیسیون شهرستان ال پاسو انتخاب شد. در ماه دسامبر سال ۲۰۰۷ نمایندهٔ حوزهٔ انتخابیه پانزدهم مجلس که شامل کلرادو اسپرینگز شرقی می‌شود، در کرسی خالی مجلس نمایندگان کلرادو انتصاب شد. بروس پس از لگد زدن بر یک عکاس روزنامهٔ راکی مونتین نیوز در روز تحلیف خود، نخستین قانون‌گذار در تاریخ کلرادو است که رسماً توبیخ شد. وی پس ازخود‍داری از حمایت از یک قطعنامهٔ تشریفاتی تکریم کهنه سربازان، از کمیته نظارت بر امور کهنه سربازان اخراج شد. بروس با وجودی‌که در رقابت برای انتخاب در یک دورهٔ کامل در انتخابات مقدماتی حزب جمهوری‌خواه شکست خورد، اما به فعالیت خود در راستای کاهش مخارج و مالیات دولتی در شهر کلرادو اسپرینگز و سراسر ایالت ادامه داد.
بروس در سال ۲۰۱۰ به پول‌شویی، شروع به رشوه دهی برای یک مقام دولتی و فرار مالیاتی با استفاده از یک سازمان خیریه و فعالیت‌های ضد مالیاتی متهم شناخته شد. در سال ۲۰۱۱ به تمامی اتهامات مندرج اتهام‌نامه شامل چهار مورد فعالیت جنایی جنایت منجمله پول‌شویی، شروع به نفوذ نامشروع بر یک مقام دولتی و فرار مالیاتی، محکوم شناخته شد. در نتیجه تحقیقات معلوم شد که از یک مؤسسهٔ خیریه دولتی کوچک که به‌منظور پنهان سازی میلیون‌ها دلار از وزارت درآمد ایالتی تأسیس کرده بود، استفاده می‌نماید. در ۱۳ ژانویه سال ۲۰۱۲ به ۱۸۰ روز حبس، پرداخت مبلغ ۴۹٬۰۰۰ دلار جریمه نقدی و شش ماه حبس تعلیقی تحت شرایط افشای مفصل، محکوم به مجازات شد.

## اوایل زندگی و آموزش
بروس که در شهر لس آنجلس ایالت کالیفرنیا متولد شد در ۱۶ سالگی از دبیرستان هالیوود و سپس با کسب مدرک دوگانه در تاریخ و حکومت از کالج پومونا فارغ شد. در سال ۱۹۷۳ مدرک دکتری حقوق را از دانشکدهٔ حقوق دانشگاه کالیفرنیای جنوبی (USC Gould) بدست آورد و از سال ۱۹۷۳ تا سال ۱۹۷۹ به‌عنوان معاون دادستان ناحیه‌ای شهرستان لس آنجلس کار کرد و با ناخشنودی از سیستم دادگاه استعفا کرد.

## حرفه
بروس در سال ۱۹۸۰ یک کمپین را که بخش عمدهٔ منابع مالی آن را خود تأمین کرده بود، برای عضویت در مجلس قانون‌گذاری ایالت کالیفرنیا راه‌اندازی کرد و در انتخابات مقدماتی حزب دموکرات نامزد حوزهٔ انتخابیهٔ سی و هشتم مجلس که در آن زمان در وسط پسفیک پلیسدس و ملیبو قرار داشت، شد. بروس که با شعار «جزئیات نه کلیات ایمن» کاندید شده بود به گونه‌ای رقابت کرد که یکی از روزنامه‌های محلی آن را «تا حدی غیرعادی، یک کمپین مقدماتی قانون و نظم توسط یک دموکرات» توصیف کرد. بروس در انتخابات مقدماتی که میزان مشارکت در آن خیلی زیاد بود، با پنج درصد تفاوت شکست خورد. استیون آفرایت، رقیب وی با اختلاف بسیار کم انتخابات عمومی را به ماریون دبلیو. لا فولت باخت.

### نقل مکان به کلرادو و املاک اجاره‌ای
بروس در اواخر دههٔ ۱۹۷۰ یک‌تعداد املاک اجاره‌ای را در ناحیهٔ لس آنجلس بدست آورد که پس از ترک سمت دادستانی ناحیه‌ای، به‌طور تمام وقت آن را مدیریت می‌کرد. در جریان اواخر دههٔ ۱۹۷۰ و اوایل دههٔ ۱۹۸۰، بروس در چندین منازعهٔ مالیاتی با سازمان خدمات درامدهای داخلی آمریکا در کشمکش بود. بروس در سال ۱۹۸۶ چندین ملک را در کلرادو اسپرینگز در ملیکت خود درآورد و برای همیشه به کلرادو رفت. اندکی پس از نقل مکان به کلرادو، وابستگی سیاسی خود را از حزب دموکرات به حزب جمهوری‌خواه تبدیل کرد.
بروس افزون بر ملیکت‌های واقع در شهر کلرادو اسپرینگز، املاک اجاره‌ای را در شهر دنور و شهر پوابلو کلرادو بدست آورد. با وجودی‌که اکثریت ده‌ها احضاریه علیه وی نقض شده‌است، اما مکرراً توسط قانون و مقامات تنفیذ قوانین احضار شده‌است. بروس در رابطه با اتهام بکار انداختن یک ساختمان غیر ایمن، به دلیل اهانت با احضاریه دادگاه در سال۱۹۹۵ مدت هشت روز را در زندان سپری کرد. در پاسخ به چندین شکایت که علیه وی ثبت شده بود، مطابقت قانون شهر را با قانون اساسی زیر سؤال برد و مقامات شهر را بدنبال آن سلیقه‌ای یا انتخابی و انجام «انتقام جویی» شخصی علیه خودش متهم ساخت.
بروس در سال ۲۰۰۳ اعلام کرد که قصد دارد املاک اجاره‌ای خود را به فروش رساند تا وقت بیشتری را در فعالیت‌های سیاسی وقف نماید، اما اخیراً در سال ۲۰۰۷ توسط کلرادو اسپرینگز به‌خاطر نگهداری املاک مخروبه احضار شد. بروس در سال ۲۰۰۸ به‌خاطر دو ملیکت «مخروبه» تا حدی به‌خاطر پنجره‌های که به دستور شهر روی آن‌ها تخته پوشانیده شده بودند، توسط کلرادو اسپرینگز احضار شد، اما در نهایت پس از این‌که بروس این ساختمان‌ها را به فروش رسانید اتهامات هم لغو شد. اندکی قبل از ورود بروس در انتخابات مقدماتی مجلس قانون‌گذاری ماه اوت سال ۲۰۰۸، کلرادو اسپرینگز ساختمان چهار خانه‌ای متعلق به بروس را «مخروبه» اعلام کرد؛ بروس در واکنش به این اقدام گفت که برای تعمیر ساختمان و آماده‌سازی آن به فروش سرمایه‌گذاری کرده‌است. در اوایل سال ۲۰۱۰ کلرادو اسپرینگز مبلغ ۴۰٬۰۰۰ دلار را به‌هدف راه‌اندازی مجدد خدمات آب در هفت ملک اجاره‌ای بروس از وی مطالبه نمود، درخواستی که بروس آن را تلافی سیاسی عنوان کرد اما کارمندان شهر با ذکر این‌که تمامی املاک متروکه رها شده بودند، این اقدام را توجیه کردند.

### منشور حقوق مالیات دهندگان
با وجود رد اقدامات مشابه محدودیت‌های مالیاتی توسط رای‌دهندگان در جریان دهه‌های گذشته، بروس در سال ۱۹۸۸ کمپینی را راه‌اندازی و رهبری کرد که در نهایت موفق شد TABOR «منشور حقوق مالیات دهندگان» را در کلرادو به تصویب برساند. منشور حقوق مالیات دهندگان یا TABOR در میان سایر احکام، تأییدی رای‌دهندگان را در قسمت هرگونه افزایش در مالیات الزامی ساخت و هزینه دولت ایالتی را محدود ساخت تا در تناسب با رشد جمعیت و تورم رشد نماید. علیرغم این‌که منشور حقوق مالیات دهندگان یا TABOR در سال ۱۹۸۸ تصویب نشد و در مراجعه در سراسر ایالت صرف تأییدی ۴۲ درصد رای‌دهندگان را بدست آورد، اما بروس این لایحه را بازنگری کرد و در سال ۱۹۹۰ مجدداً به رای گذاشته شد و در این دور رای‌گیری ۴۹ درصد حمایت رای‌دهندگان را بدست آورد. تلاش سوم در سال ۱۹۹۲ موفق شد و منشور حقوق مالیات دهندگان یا TABOR با ۵۴ درصد آرا به تصویب رسید و بخشی از قانون اساسی کلرادو شد. محدودیت‌های منشور حقوق مالیات دهندگان یا TABOR بر هزینه‌های دولتی، در سال ۱۹۹۷ در معرض اجراء گذاشته شد که بازپرداخت به مالیات‌دهندگان را به بار آورد.
در جریان این کمپین‌ها، بروس سخنگوی اصلی TABOR بود که اغلب با روی رومر، مخالف TABOR و فرماندار کلرادو سخنان بد و رکیک رد و بدل می‌کرد. در یکی از این موارد که اکثر اوقات به آن اشاره می‌شود، رومر پرسنل TABOR را به «تروریسم اقتصادی» تشبیه کرد؛ بروس در واکنش به آن کارت‌های بازرگانی شخصی را با عنوان «داگلاس بروس: تروریست» چاپ کرد.